# محمد الحمادي (لاعب كرة قدم مواليد 2001)
محمد علي سعيد هلال الحمادي (مواليد 5 أبريل 2001) لاعب كرة قدم إماراتي يجيد اللعب كلاعب وسط لعب سابقاً في نادي عجمان. 